# Balgheim
Balgheim est une commune de Bade-Wurtemberg (Allemagne), située dans l'arrondissement de Tuttlingen, dans le district de Fribourg-en-Brisgau. Aucune autre localité ne fait partie de la commune à part Balgheim lui-même.